# Maurice Hurel
Pour les articles homonymes, voir Hurel.
Maurice Hurel, né le 29 avril 1896 à Cherbourg, mort le 18 septembre 1982 à Neuilly-sur-Seine, fut un officier de marine et ingénieur français de l'aéronautique.

## Biographie
Entré à l'École navale en 1914, il en sort major de sa promotion. En 1917, il intègre l'aviation maritime où il passe ses brevets de pilote sur avion puis hydravion. Ancien élève de Sup'Aéro (1921), il est successivement directeur technique à la CAMS, où il conçoit et pilote de nombreux prototypes d'hydravions, puis directeur technique de la SNCASO, où il dirige la mise au point du prototype du SO.90. C'est lui qui, en août 1943, le fait décoller clandestinement de l'aéroport de Cannes-Mandelieu, avec trois de ses fils et des collègues ingénieurs, ainsi que le général Mollard, commandant en chef des troupes en Corse (qui a dû fuir l'île occupée) et son fils aîné et l'amène en Algérie pour le soustraire à l'occupant et reprendre le combat.
En 1947, il crée avec Léon-Joseph Dubois la société Hurel-Dubois, qui met au point et construit des avions civils très particuliers, à aile à grand allongement, successivement, le prototype monomoteur Hurel-Dubois HD-10 et les bimoteurs Hurel-Dubois HD-31, Hurel-Dubois HD-32, Hurel-Dubois HD-321 et Hurel-Dubois HD-34.

## Distinctions
- Commandeur de la Légion d'honneur
- Grand officier de l'ordre national du Mérite (1981)[2]